# شوكا سايتو
شوكا سايتو (斉藤朱夏 نانجو يوشينو) هي مؤدية أصوات ومغنية يابانية ولدت في 16 أغسطس 1996 في محافظة سايتاما.

## أدوارها في الأنمي

### مسلسلات أنمي تلفزيونية
- لاف لايف! سان شاين!! - يو واتانابي
- هاكاتا تونكوتسو رامنز - النساء

## روابط خارجية
- شوكا سايتو على موقع IMDb (الإنجليزية)
- شوكا سايتو على موقع ميوزك برينز (الإنجليزية)
- شوكا سايتو على موقع ديسكوغز (الإنجليزية)
- شوكا سايتو على موقع قاعدة بيانات الفيلم (الإنجليزية)
- شوكا سايتو على موقع ANN person (الإنجليزية)